# Volta a Espanya de 2011
La Volta a Espanya de 2011 fou la 66a edició de la Volta a Espanya. La cursa començà a Benidorm el 20 d'agost amb una contrarellotge per equips i finalitzà l'11 de setembre a Madrid després de 3.269 quilòmetres repartits entre 21 etapes.
La cursa fou guanyada per l'espanyol Juan José Cobo (Geox-TMC), que d'aquesta manera aconseguia la victòria més important de la seva carrera. Cobo guanyà la cursa gràcies a la seva victòria en la quinzena etapa amb final a l'Angliru, en la qual desbancà el fins aleshores líder, el britànic Bradley Wiggins (Team Sky), que finalment acabà tercer. El segon a la general fou el també britànic Chris Froome (Team Sky).
8 anys més tard, el títol de guanyador li fou desposseït per dopatge, fent guanyador de la seva segona Vuelta a Chris Froome.
David Moncoutié (Cofidis) guanyà la classificació de la muntanya, Bauke Mollema (Rabobank ProTeam) la dels punts i el Geox-TMC la classificació per equips, mentre el mateix Cobo guanyà la classificació de la combinada.
La cançó d'aquesta edició fou "Como yo" de La fe de Manuela.

## Equips participants
En aquesta edició de la Volta a Espanya hi prendran part 22 equips: els 18 ProTour, més 4 equips convidats: Andalucía-Caja Granada, Geox-TMC, Cofidis i Skil-Shimano.
| Núm.    | Codi | Equip                  |
| ------- | ---- | ---------------------- |
| 1-9     | LIQ  | Liquigas-Cannondale    |
| 11-19   | ALM  | AG2R La Mondiale       |
| 21-29   | ACG  | Andalucía-Caja Granada |
| 31-39   | BMC  | BMC Racing Team        |
| 41-49   | COF  | Cofidis                |
| 51-59   | EUS  | Euskaltel-Euskadi      |
| 61-69   | GEO  | Geox-TMC               |
| 71-79   | HTC  | HTC-Highroad           |
| 81-89   | KAT  | Katusha Team           |
| 91-99   | LAM  | Lampre-ISD             |
| 101-109 | LEO  | Team Leopard-Trek      |

| Núm.    | Codi | Equip               |
| ------- | ---- | ------------------- |
| 111-119 | MOV  | Movistar Team       |
| 121-129 | OLO  | Omega Pharma-Lotto  |
| 131-139 | AST  | Team Astana         |
| 141-149 | QST  | Quickstep           |
| 151-159 | RAB  | Rabobank            |
| 161-169 | SBS  | Saxo Bank-Sungard   |
| 171-179 | SKS  | Skil-Shimano        |
| 181-189 | SKY  | Sky Procycling      |
| 191-199 | GRM  | Team Garmin-Cervélo |
| 201-209 | RSH  | Team RadioShack     |
| 211-219 | VCD  | Vacansoleil-DCM     |

## Etapes
| Etapa     | Data                | Recorregut                                        | km               | Vencedor d'etapa         | Líder de la general      |
| --------- | ------------------- | ------------------------------------------------- | ---------------- | ------------------------ | ------------------------ |
| 1a etapa  | Dis. 20 d'agost     | Benidorm – Benidorm                               | 13,5             | Team Leopard-Trek        | Jakob Fuglsang (DEN)     |
| 2a etapa  | Diu. 21 d'agost     | La Nucia – Platges d'Oriola                       | 174              | Christopher Sutton (AUS) | Daniele Bennati (ITA)    |
| 3a etapa  | Dll. 22 d'agost     | Petrer – Totana                                   | 170,2            | Pablo Lastras (ESP)      | Pablo Lastras (ESP)      |
| 4a etapa  | Dim. 23 d'agost     | Baza – Sierra Nevada                              | 160,6            | Daniel Moreno (ESP)      | Sylvain Chavanel (FRA)   |
| 5a etapa  | Dix. 24 d'agost     | Sierra Nevada – Valdepeñas de Jaén                | 187,0            | Joaquim Rodríguez (CAT)  | Sylvain Chavanel (FRA)   |
| 6a etapa  | Dij. 25 d'agost     | Úbeda – Còrdova                                   | 193,4            | Peter Sagan (SVK)        | Sylvain Chavanel (FRA)   |
| 7a etapa  | Div. 26 d'agost     | Almadén – Talavera de la Reina                    | 182,9            | Marcel Kittel (GER)      | Sylvain Chavanel (FRA)   |
| 8a etapa  | Dis. 27 d'agost     | Talavera de la Reina – San Lorenzo de El Escorial | 177,3            | Joaquim Rodríguez (CAT)  | Joaquim Rodríguez (CAT)  |
| 9a etapa  | Diu. 28 d'agost     | Villacastín – Sierra de Béjar-La Covatilla        | 183              | Daniel Martin (IRL)      | Bauke Mollema (NED)      |
|           | Dll. 29 d'agost     | Salamanca – Salamanca                             | 47               | Tony Martin (GER)        | Christopher Froome (GBR) |
| 10a etapa | Dim. 30 d'agost     | (dia de descans)                                  | (dia de descans) | (dia de descans)         | (dia de descans)         |
| 11a etapa | Dix. 31 d'agost     | Verín – Manzaneda                                 | 167              | David Moncoutié (FRA)    | Bradley Wiggins (GBR)    |
| 12a etapa | Dij. 1 de setembre  | Ponteareas – Pontevedra                           | 167,3            | Peter Sagan (SVK)        | Bradley Wiggins (GBR)    |
| 13a etapa | Div. 2 de setembre  | Sarria – Ponferrada                               | 158,2            | Michael Albasini (SUI)   | Bradley Wiggins (GBR)    |
| 14a etapa | Dis. 3 de setembre  | Astorga – La Farrapona-Llacs de Somiedo           | 175,8            | Rein Taaramäe (EST)      | Bradley Wiggins (GBR)    |
| 15a etapa | Diu. 4 de setembre  | Avilés – Alt de l'Angliru                         | 142,2            | Juan José Cobo (ESP)     | Juan José Cobo (ESP)     |
| 16a etapa | Dll. 5 de setembre  | (dia de descans)                                  | (dia de descans) | (dia de descans)         | (dia de descans)         |
|           | Dim. 6 de setembre  | Vila romana de La Olmeda – Haro                   | 203,6            | Juan José Haedo (ARG)    | Juan José Cobo (ESP)     |
| 17a etapa | Dix. 7 de setembre  | Bodegues Faustino V – Penya Cabarga               | 211              | Christopher Froome (GBR) | Juan José Cobo (ESP)     |
| 18a etapa | Dij. 8 de setembre  | Solares – Noja                                    | 174,6            | Francesco Gavazzi (ITA)  | Juan José Cobo (ESP)     |
| 19a etapa | Div. 9 de setembre  | Noja – Bilbao                                     | 158,5            | Igor Antón (ESP)         | Juan José Cobo (ESP)     |
| 20a etapa | Dis. 10 de setembre | Bilbao – Vitòria                                  | 185              | Daniele Bennati (ITA)    | Juan José Cobo (ESP)     |
| 21a etapa | Diu. 11 de setembre | Circuit del Jarama – Madrid                       | 95,6             | Peter Sagan (SVK)        | Juan José Cobo (ESP)     |

## Classificacions

### Classificació general
|    | Ciclista              | Equip               | Temps                    |
| -- | --------------------- | ------------------- | ------------------------ |
| 1  | Juan José Cobo        | Geox-TMC            | 84h 59' 31" (desposseït) |
| 2  | Chris Froome          | Sky Procycling      | + 13"                    |
| 3  | Bradley Wiggins       | Sky Procycling      | + 1'39"                  |
| 4  | Bauke Mollema         | Rabobank            | + 2'03"                  |
| 5  | Denís Ménxov          | Geox-TMC            | + 3'48"                  |
| 6  | Maxime Monfort        | Team Leopard-Trek   | + 4'13"                  |
| 7  | Vincenzo Nibali       | Liquigas-Cannondale | + 4'31"                  |
| 8  | Jurgen Van Den Broeck | Omega Pharma-Lotto  | + 4'45"                  |
| 9  | Daniel Moreno         | Team Katusha        | + 5'20"                  |
| 10 | Mikel Nieve           | Euskaltel-Euskadi   | + 5'33"                  |

|   | Ciclista         | Equip               | Punts |
| - | ---------------- | ------------------- | ----- |
| 1 | David Moncoutié  | Cofidis             | 63    |
| 2 | Matteo Montaguti | AG2R La Mondiale    | 56    |
| 3 | Juan José Cobo   | Geox-TMC            | 42    |
| 4 | Daniel Martin    | Team Garmin-Cervélo | 33    |
| 5 | Daniel Moreno    | Team Katusha        | 32    |

|   | Ciclista          | Equip               | Punts |
| - | ----------------- | ------------------- | ----- |
| 1 | Bauke Mollema     | Rabobank            | 122   |
| 2 | Joaquim Rodríguez | Katusha Team        | 115   |
| 3 | Daniele Bennati   | Team Leopard-Trek   | 101   |
| 4 | Peter Sagan       | Liquigas-Cannondale | 100   |
| 5 | Juan José Cobo    | Geox-TMC            | 92    |

|   | Ciclista       | Equip               | Punts |
| - | -------------- | ------------------- | ----- |
| 1 | Juan José Cobo | Geox-TMC            | 9     |
| 2 | Chris Froome   | Sky Procycling      | 16    |
| 3 | Bauke Mollema  | Rabobank            | 17    |
| 4 | Daniel Moreno  | Team Katusha        | 21    |
| 5 | Daniel Martin  | Team Garmin-Cervélo | 26    |

| Pos. | Equip             | Temps        |
| ---- | ----------------- | ------------ |
| 1    | Geox-TMC          | 254h 32' 28" |
| 2    | Team Leopard-Trek | + 10'19"     |
| 3    | Euskaltel-Euskadi | + 16'44"     |
| 4    | Team Katusha      | + 43'18"     |
| 5    | AG2R La Mondiale  | + 43'27"     |

## Evolució de les classificacions
| Etapa                  | Vencedor               | Classificació general | Classificació per punts | Classificació de la muntanya | Classificació de la combinada | Classificació per equips | Premi de la combativitat |
| ---------------------- | ---------------------- | --------------------- | ----------------------- | ---------------------------- | ----------------------------- | ------------------------ | ------------------------ |
| 1ª                     | Team Leopard-Trek      | Jakob Fuglsang        | no entregat             | no entregat                  | no entregat                   | Team Leopard-Trek        | Fabian Cancellara        |
| 2ª                     | Chris Sutton           | Daniele Bennati       | Chris Sutton            | Paul Martens                 | Jesús Rosendo                 | Team Leopard-Trek        | Adam Hansen              |
| 3ª                     | Pablo Lastras          | Pablo Lastras         | Pablo Lastras           | Pablo Lastras                | Pablo Lastras                 | Movistar Team            | Sylvain Chavanel         |
| 4ª                     | Daniel Moreno          | Sylvain Chavanel      | Pablo Lastras           | Daniel Moreno                | Daniel Moreno                 | Team RadioShack          | Thomas Rohregger         |
| 5ª                     | Joaquim Rodríguez      | Sylvain Chavanel      | Daniel Moreno           | Daniel Moreno                | Daniel Moreno                 | Team RadioShack          | Michael Albasini         |
| 6ª                     | Peter Sagan            | Sylvain Chavanel      | Joaquim Rodríguez       | Daniel Moreno                | Daniel Moreno                 | Team RadioShack          | Martin Kohler            |
| 7ª                     | Marcel Kittel          | Sylvain Chavanel      | Peter Sagan             | Daniel Moreno                | Daniel Moreno                 | Team RadioShack          | Luís Ángel Maté          |
| 8ª                     | Joaquim Rodríguez      | Joaquim Rodríguez     | Joaquim Rodríguez       | Daniel Moreno                | Daniel Moreno                 | Team RadioShack          | Adrián Palomares         |
| 9ª                     | Daniel Martin          | Bauke Mollema         | Joaquim Rodríguez       | Daniel Martin                | Bauke Mollema                 | Geox-TMC                 | Sebastian Lang           |
| 10ª                    | Tony Martin            | Chris Froome          | Joaquim Rodríguez       | Daniel Martin                | Bauke Mollema                 | Team Leopard-Trek        | Tony Martin              |
| 11ª                    | David Moncoutié        | Bradley Wiggins       | Joaquim Rodríguez       | Matteo Montaguti             | Bauke Mollema                 | Team RadioShack          | Adrián Palomares         |
| 12ª                    | Peter Sagan            | Bradley Wiggins       | Joaquim Rodríguez       | Matteo Montaguti             | Bauke Mollema                 | Team RadioShack          | Adam Hansen              |
| 13ª                    | Michael Albasini       | Bradley Wiggins       | Joaquim Rodríguez       | David Moncoutié              | Daniel Moreno                 | Team RadioShack          | Amets Txurruka           |
| 14ª                    | Rein Taaramäe          | Bradley Wiggins       | Joaquim Rodríguez       | David Moncoutié              | Bauke Mollema                 | Rabobank                 | David de la Fuente       |
| 15ª                    | Juan José Cobo         | Juan José Cobo        | Joaquim Rodríguez       | David Moncoutié              | Juan José Cobo                | Geox-TMC                 | Simon Geschke            |
| 16ª                    | Juan José Haedo        | Juan José Cobo        | Joaquim Rodríguez       | David Moncoutié              | Juan José Cobo                | Geox-TMC                 | Jesús Rosendo            |
| 17ª                    | Chris Froome           | Juan José Cobo        | Bauke Mollema           | David Moncoutié              | Juan José Cobo                | Geox-TMC                 | Johannes Fröhlinger      |
| 18ª                    | Francesco Gavazzi      | Juan José Cobo        | Joaquim Rodríguez       | David Moncoutié              | Juan José Cobo                | Geox-TMC                 | Sérgio Paulinho          |
| 19ª                    | Igor Antón             | Juan José Cobo        | Joaquim Rodríguez       | David Moncoutié              | Juan José Cobo                | Geox-TMC                 | Igor Antón               |
| 20ª                    | Daniele Bennati)       | Juan José Cobo        | Joaquim Rodríguez       | David Moncoutié              | Juan José Cobo                | Geox-TMC                 | Carlos Barredo           |
| 21ª                    | Peter Sagan)           | Juan José Cobo        | Bauke Mollema           | David Moncoutié              | Juan José Cobo                | Geox-TMC                 | Adrián Palomares         |
| Classificacions finals | Classificacions finals | Juan José Cobo        | Bauke Mollema           | David Moncoutié              | Juan José Cobo                | Geox-TMC                 |                          |